# Belltower.News
Belltower.News (Untertitel: Netz für digitale Zivilgesellschaft) ist ein Internetportal der Amadeu Antonio Stiftung. Es wurde 2007 von der Wochenzeitung Die Zeit gegründet. Bis zum 3. April 2017 war die Initiative unter dem Namen Netz gegen Nazis bekannt.

## Träger und Organisation

Ehemaliges Logo

Das Portal wurde unter dem Namen Netz gegen Nazis zunächst von der Zeit gegründet. Initiiert wurde das Portal von deren Chefredakteur, Giovanni di Lorenzo und dem Verleger Stefan von Holtzbrinck Ende 2007. Vorbild war das noch heute in der Zeit-Online-Redaktion angegliederte Weblog Störungsmelder. Intention des Projektes ist laut di Lorenzo ein bundesweites Forum, in dem „Betroffene einander Rat geben können, was zu tun ist, wenn rechtsextremistisches Gedankengut in ihren Alltag eindringt“. Laien- und Experteninformationen sollen Themen des Rechtsextremismus sowie mögliche Gegenaktivitäten „verständlich verfügbar“ machen. Hauptanliegen sei, „Argumentationshilfen und Handlungsoptionen“ für Menschen zu liefern, die in Schulen, Sportverbänden oder anderen Vereinen „mit rechtsextremer Propaganda oder Gewalt zu tun haben“. Der Redakteur Toralf Staud beschrieb das Projekt als „Enzyklopädie und moderiertes Forum“. Insgesamt bestand die Redaktion aus einer festen Mitarbeiterin sowie zahlreichen freien Autoren.
Gründungspartner waren der Deutsche Fußball-Bund (DFB), der Deutsche Olympische Sport-Bund (DOSB), die Deutsche Fußball Liga (DFL), der Deutsche Feuerwehrverband und das Zweite Deutsche Fernsehen. Als Medienpartner traten anfangs auch die zur Verlagsgruppe Georg von Holtzbrinck gehörenden VZ-Netzwerke studiVZ, schülerVZ und meinVZ auf. Die Aktion wurde mit kurzen Videospots Prominenter, wie der Fußballnationalspieler Michael Ballack, Philipp Lahm oder Christoph Metzelder, in mehreren Stadien unterstützt. Anfänglich erreichte das Portal dadurch 500.000 Seitenaufrufe pro Tag. Im Jahre 2008 rechnete man noch mit einer durchschnittlichen Anzahl der Besuche von rund 30.000 pro Tag. 2015 haben durchschnittlich monatlich 177.770 Besucher die Seite aufgerufen (2014: 142.800, 2013: 128.000, 2012: 108.000, 2011: 90.500, 2010: 85.000; 2009: 70.000).
Am 1. Januar 2009 übergab die Zeit die Trägerschaft der von Anetta Kahane geleiteten Amadeu Antonio Stiftung, unterstützte das Portal aber weiterhin, vor allem in technischen Fragen. Inhaltlich verantwortlich zeichnet aber seitdem ausschließlich die Stiftung. Die Unterstützung durch das Zweite Deutsche Fernsehen als TV-Partner endete bereits am 30. Juni 2009.
Am 3. April 2017 benannte die Amadeu Antonio Stiftung die Seite in Belltower.News – Netz für digitale Zivilgesellschaft um, unter dem Logo einer Bulldogge. Als Grund wurde angegeben, dass die Seite jetzt nicht mehr nur den Rechtsextremismus im Blick habe, sondern sich zusätzlich mit „den Facetten gruppenbezogener Menschenfeindlichkeit, Strategien und Argumentationsmustern (…), aber auch intensiver mit digitaler Gewalt und Kommunikationskultur“ beschäftigen wolle. Mit der Namensänderung endete auch die Kooperation mit der Zeit sowie mit allen weiteren Partnern.
Gefördert werden die redaktionellen Bereiche „Gruppenbezogene Menschenfeindlichkeit aktuell“ sowie „Gender“ durch das Bundesprogramm „Demokratie leben“ des Bundesministeriums für Familie, Senioren, Frauen und Jugend (BMFSFJ). Als weiterer Förderer tritt die Freudenberg Stiftung auf.

## Aufbau und Inhalte
Belltower.News übernahm hauptsächlich diejenigen Inhalte der Vorgängerseite Netz gegen Nazis, die sich mit gruppenbezogener Menschenfeindlichkeit (u. a. von rechtsextrem bis rechts) befassten. Themen waren und sind dementsprechend Neonazismus, (Alltags-)Rassismus, Rechtsextremismus und Rechtspopulismus. Mit der Umbenennung wurden zwei neue Kategorien eingeführt: Unter dem Stichwort „Debatte“ finden sich nun Artikel, die sich mit Debattenkultur und Medienkompetenz, Argumenten und Gesprächsstrategien auseinandersetzen, und unter dem Stichwort „Presseschau“ werden Artikel anderer Seiten gesammelt, die sich mit Rechtsextremismus, Rechtspopulismus und gruppenbezogener Menschenfeindlichkeit befassen. Außerdem gibt es ein Lexikon.

## Reaktionen
Die Staatsministerin und Beauftragte der Bundesregierung für Migration, Flüchtlinge und Integration Maria Böhmer begrüßte 2008 das Projekt und hob die Rolle von Medien und Sport hervor, die „aufgrund ihrer großen Breitenwirkung“ eine besondere Verantwortung tragen würden. Die Aktion würde „dazu beitragen, Rechtsextremismus und Fremdenfeindlichkeit zurückzudrängen und potenzielle Opfer besser in die Lage versetzen, sich zu wehren“.
Die Welt veröffentlichte am 21. Mai 2008 einen Artikel von Thomas Lindemann, in dem der Autor den Erfolg des Projektes Netz gegen Nazis in Frage stellte. Insbesondere kritisierte er, dass Inhalte zu oberflächlich und mitunter sogar kontraproduktiv seien.

## Auszeichnungen
2010 wurde das Netz gegen Nazis mit dem Civis-Online-Preis – Europas Medienpreis für Integration ausgezeichnet.